# Straßensperre Ponale

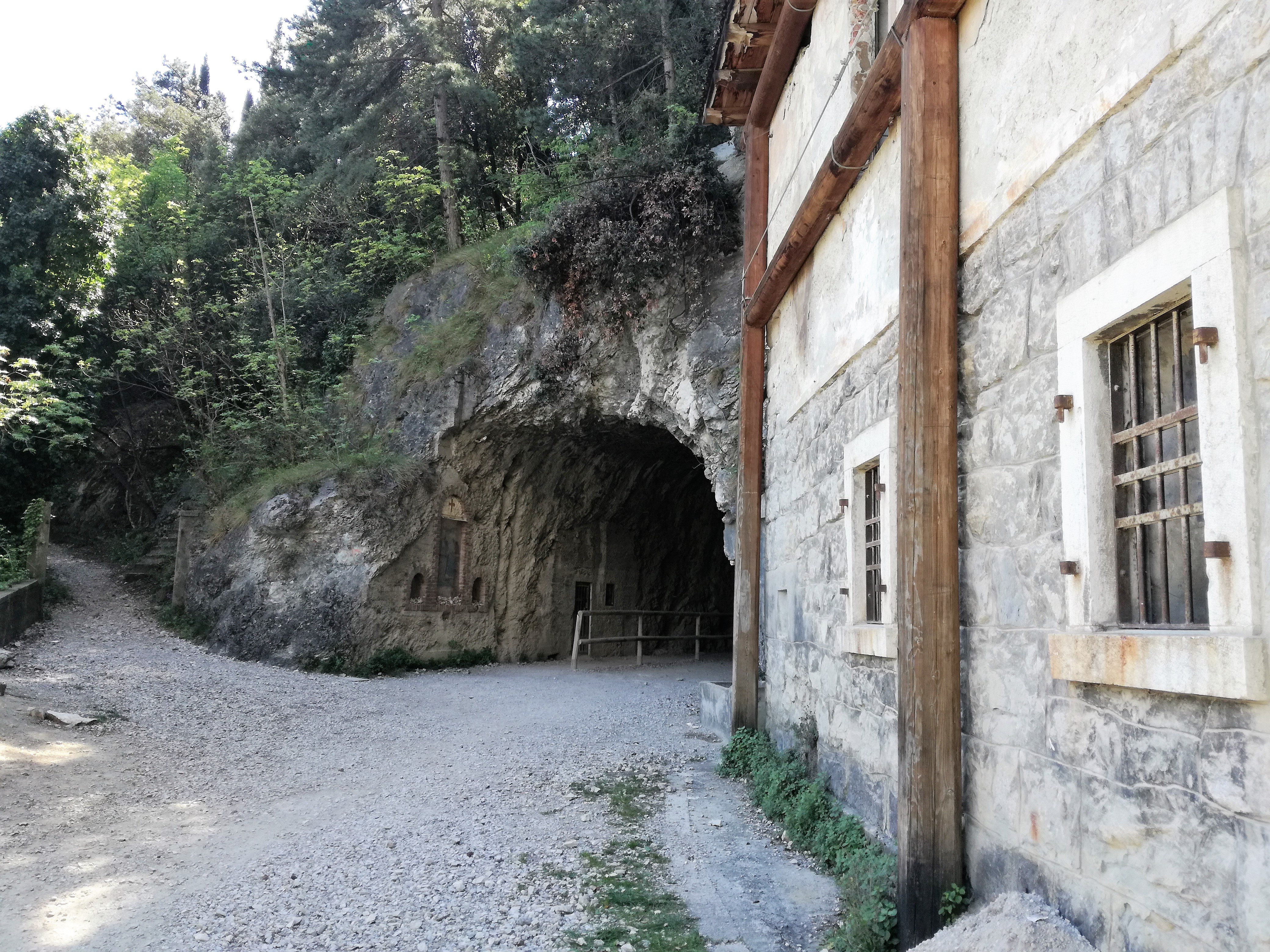
Straßensperre Ponale: Straßendurchfahrt Kehlseite mit Wachhäuschen

Die Straßensperre Ponale (italienisch Tagliata del Ponale) ist eine ehemalige österreichisch-ungarische Befestigungsanlage in der norditalienischen Provinz Trient. Sie wurde 1904 an der in das Val di Ledro führenden Ponalestraße im Gemeindegebiet von Riva errichtet.

## Lage
Der heute erkennbare Teil der Straßensperre liegt am dritten Straßentunnel der von Riva del Garda aus am Nordwestufer des Gardasees entlang führenden Ponalestraße auf einer Höhe von ca. 150 m s.l.m. Dabei erstreckt sich die zum größten Teil in den nackten Fels der Rocchetta gesprengte Anlage auf beiden Straßenseiten aus, so reicht die Sperre einerseits bis fast zur Seehöhe, andererseits liegt der oberste Bereich etwa 80 Meter über dem Straßenniveau.

## Geschichte
Die Geschichte der Ponalesperre ist durch eine Reihe von unterschiedlichsten Projektvorschlägen gekennzeichnet, die die Absicherung dieses potentiellen Einbruchsweges zum Ziel hatten. Dabei entstand aus einer einfachen offenen Geschützstellung im Laufe der Zeit eines der am weitest entwickelten Sperrwerke der Doppelmonarchie, das fast vollständig unterirdisch angelegt worden war.

### Periode von 1859 bis 1866
Der erste konkrete Vorschlag stammt aus dem Jahr 1859 von August von Degenfeld-Schonburg, der zur Zeit des Zweiten Italienischen Unabhängigkeitskrieges, den Bau einer Feldkanonenstellung an der Ponalestraße vorsah. Diese sollte gemeinsam mit dem Werk Ampola bei Storo Invasionsgedanken aus dem Raum Brescia über das Valle del Chiese und das Val di Ledro in Richtung Riva und Nordufer des Gardasees von vornherein gar nicht erst aufkommen lassen. Im Oktober 1860 arbeitete die Abteilung Trient des Genie-Inspektorats Verona ein vorläufiges Projekt aus. Es sah vor, am von Riva aus gesehenen dritten Straßentunnel, dem heutigen fünften Tunnel, ein mit Gewehr- und Geschützschießscharten versehenes Tor anzubringen sowie eine Feldgeschützstellung etwas oberhalb des zweiten, heute dritten, Straßentunnels zu errichten. Das definitive Projekt umfasste eine gemauerte Balustrade für drei Geschütze, ein daran angeschlossenes Pulvermagazin, Unterkunftsbaracken für die Besatzung und ein Fallgitter für die Sperrung des Tunnels. Gebaut wurde am Ende eine Batteriestellung aus Mauerwerk für vier Geschütze, die hinter einem schützenden Wall in Feuerstellung lagen, wie aus einer Beschreibung von 1865 hervorgeht. In der Nähe der Batteriestellung stand ein Wachhäuschen, das über einen mit einer Mauer abgedeckten Weg mit der Stellung verbunden war. Ausgelegt war die Anlage auf 30 Mann Besatzung, die man nur wegen ihrer dominanten Lage als strategisch bedeutsam betrachtete.

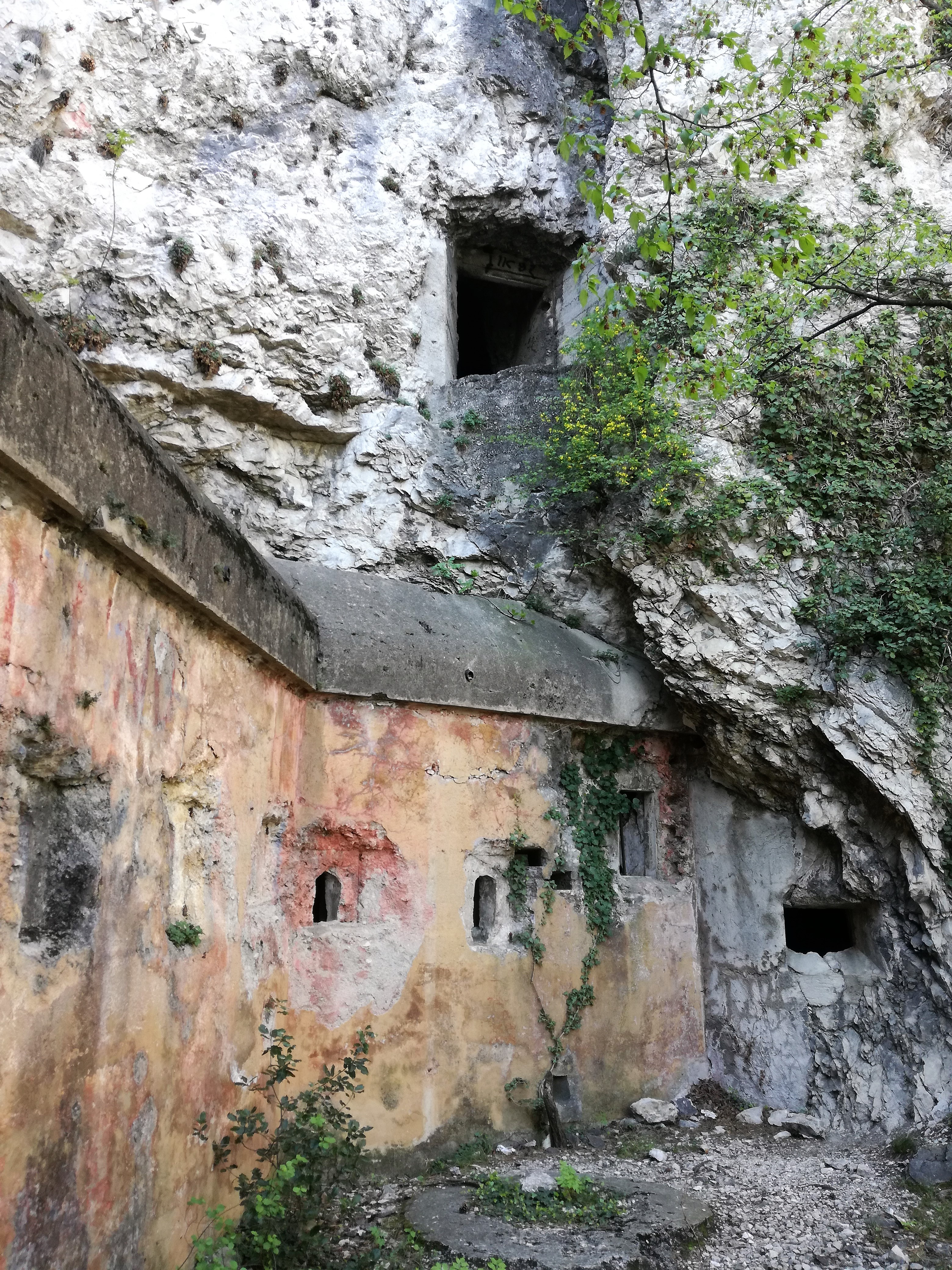
Straßensperre Ponale – Traditor – Rotes Werk

Nach der verlorenen Schlacht bei Bezzecca am 21. Juli 1866 schätzten die österreichischen Militärs die Verteidigung von Riva als problematisch ein und zogen deshalb bei einem eventuellen weiteren Vorstoß der italienischen Truppen unter Giuseppe Garibaldi in Erwägung, die Stadt aufzugeben und sich nach Trient zurückzuziehen. Obwohl es dazu nicht kam und das Vordringen der Italiener auf der Ponalestraße durch das Kreuzfeuer der Gardaseeflottille und der Batterie San Nicolo zum Stehen gebracht werde konnte, sprengte man die Batteriestellung auf der Ponalestraße am 25. Juli in die Luft.

### Periode von 1867 bis 1909
Zwischen 1867 und 1904 legte man verschiedene Pläne zur Errichtung einer neuen Ponalesperre vor. Man war sich zwar durchaus der strategischen Bedeutung der Ponalestraße bewusst, die chronisch klammen Staatskassen führten aber dazu, dass es nur bei Projekten blieb. Lediglich kleinere Verteidigungsmaßnahmen setzte man in dieser Zeit um. Darunter 1879 die Errichtung von Minenkammern am damaligen dritten Straßentunnel sowie zwischen 1897 und 1898 die Wiederherstellung der 1866 erbauten sog. Defensionsmauer.
Im April 1904 ordnete das Reichskriegsministerium den Bau einer Infanteriekasematte als Flankierungsanlage auf der Ponalestraße an, nachdem bereits Ende Dezember 1901 ein diesbezüglicher Entschluss an die Geniedirektion Trient übermittelt worden war. Noch im September 1904 beschloss die für die Befestigungen der k.u.k. Monarchie zuständige Kommission unter Leitung des damaligen Generalstabschef Friedrich von Beck-Rzikowsky unter anderem die Fertigstellung der Ponalesperre für das Jahr 1905.
Der Gemeinderat von Riva widersetzte sich diesen Bauplänen der Geniedirektion und sah im Bau der Sperre und der damit verbundenen Beschränkungen ein Hindernis für die touristische Entwicklung der Stadt. Die Geniedirektion ihrerseits strebte an, den Grund am zweiten Straßentunnel zu erwerben und die nahegelegene Ponalequelle zu nutzen. Da keine Einigung zustande kam, wurde schließlich ein Enteignungsverfahren durch die Geniedirektion Trient eingeleitet, dem die Gemeinde widerwillig nachkam, aber Eingeständnisse abverlangte, was die Sperrzone und die Nutzung der Wasserleitung betraf. Am 19. Oktober 1905 kam es schließlich zu einer Einigung, nachdem man zuvor noch den Einspruch des Statthalters in Innsbruck wegen des zu hoch angesetzten Preises aus dem Weg räumen musste. Die militärischen Behörden erhielten auch die Zustimmung, zwei Eisengittertore am zweiten Straßentunnel zu errichten.
1909 bestand die Straßensperre Ponale aus der granatsicheren Flankierungsanlage mit Gewehrschießscharten am südlichen frontseitigen Tunnelausgang. Der Wirkungsbereich dieser auch als Rotes Werk bezeichneten Anlage, lag unmittelbar vor dem Straßentunnel. Letztere war ebenfalls Teil des Sperre und an den beiden Ausgängen mit Eisentoren verschlossen. Am nördlichen Tunnelausgang lag ein Unterkunftsgebäude in Form eines Blockhauses, während sich auf einem Bergvorsprung östlich des Straßentunnels eine offene Infanteriestellung befand. Die Besatzung der Anlage war auf 2 Offiziere und 72 Mann ausgelegt.

### Periode von 1910 bis 1918
Mit dem Jahr 1910, in dem Riva auch zur Festung erklärt wurde, begann für die Straßensperre eine neue Projekt- und Bauphase. Der Schwerpunkt der Bautätigkeit lag nun fast ausschließlich unter Tage.
So errichtete man 1911 einen kavernierten Maschinengewehrstand zur Nahverteidigung und zur Verteidigung der Frontseite. Dieser Stand war mit einer Stahlpanzerung versehen und konnte die Straße und den Bereich bis zur 80 m entfernten Flankierungsanlage ins Kreuzfeuer nehmen. Im gleichen Jahr gab man auch die offene Infanteriestellung auf dem Bergvorsprung östlich des Straßentunnels auf und errichtete stattdessen zwei Stellungen in Längsrichtung des Tunnels mit einem 3 × 3 m großen betonierten Unterstand zwischen beiden Stellungen, und einem ebenfalls betonierten Beobachtungsposten. An der Kehlseite verstärkte man die Verteidigung zusätzlich durch Drahtverhaue.
Kurz vor dem italienischen Kriegseintritt am 23. Mai 1915 beschrieb der Nachrichtendienst der 1. italienischen Armee unter anderem die Straßensperre Ponale. Darin hieß es, dass die Anlage aus einem Wachhaus mit zwei Räumen und Munitionsdepot bestehe, welches über gepanzerte Fensterläden und Schießscharten verfüge. Der ursprünglich für die Infanterie ca. 10 m über der Straßenebene errichtete Schützengraben wurde als erneuert angegeben und soll laut Nachrichtendienst in eine kleine abgedeckte Stellung umgewandelt worden sein, die wahrscheinlich mit kleinkalibriger Artillerie bestückt sei. Bekannt war den Italienern auch das südlich des Straßentunnels und etwas oberhalb der Straße gelegene Blockhaus. Über kavernierte Bereiche, wie den Maschinengewehrstand, wurde dagegen nichts berichtet.
Die Arbeiten an der Sperre endeten aber nicht mit Kriegsbeginn, im Gegenteil, während des Krieges erfuhr die Anlage ihren wesentlichen Ausbau als kavernierte Stellung. Im Februar 1916 wurden der Geniedirektion Pläne zum Bau von Batterieanlagen in der Ponalesperre vorgelegt. Zu diesem Zweck baute man den Berg gleich zu einem unterirdischen Verteidigungssystem aus, in dem auf mehrere Ebenen verteilt Unterstände, Munitionslager, Kommandostellen, Artilleriebeobachter, Scheinwerfer, Telefonzentrale etc. untergebracht waren. An dieser kavernierten Anlage wurde in abschnittsweise gearbeitet. Aus einer ehemals über dem Straßentunnel angebrachten Gedenktafel, von der Fotografien erhalten sind, geht neben den Erbauern auch die Bauzeit von 1916 bis 1917 hervor. Es wurden aber wahrscheinlich auch noch 1918 Arbeiten ausgeführt, worauf eine entsprechende Jahreszahl schließen lässt, die sich an einem Brunnen im Werk findet.  Ein besonderer Aspekt der Ponalesperre lag in der Ausrichtung des Wirkungsbereiches der Anlage. Im Frontbereich diente das Werk lediglich als Straßensperre. Die Werksartillerie war dagegen einerseits auf die Kehlseite ausgerichtet, um eventuelle italienische Landungsversuche am Nordufer zu unterbinden, und andererseits war sie auf die Seeseite gerichtet. Der Frontbereich wurde dagegen ausschließlich durch Maschinen- und Gewehrfeuer bestrichen.

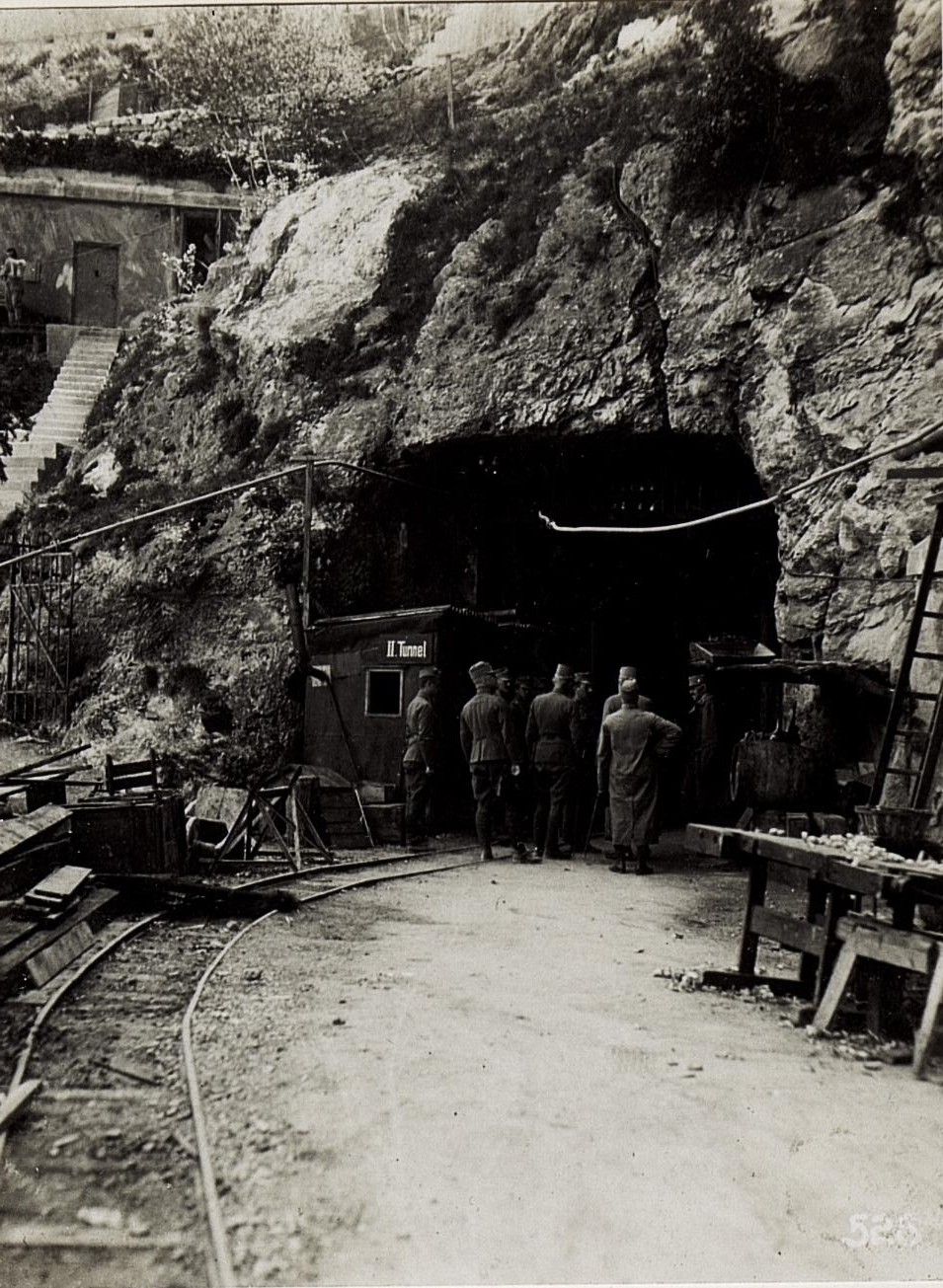
Kehlseite während des Ersten Weltkrieges

### Nach 1918
Nach dem Krieg zerfiel die Anlage, es wurden die Eisenteile entfernt und die Zugänge zum Teil zugemauert. Zwischenzeitlich dienten einige Bereiche der Anlage auch als Materiallager der Straßenmeisterei. Zwischen 2003 und 2004 wurde zeitgleich mit der Neuausrichtung der Ponalestraße zu einem Rad- und Wanderweg auch die Straßensperre vom Schutt und Unrat befreit sowie einige Restaurierungs- und Schutzmaßnahmen durchgeführt. Bei diesen Arbeiten verschwanden auch zwei gepanzerte Türflügel, die noch an einem der Stolleneingänge angebracht waren. Im September 2003 gab das Amt für Denkmalschutz der Autonomen Provinz Trient ein Projekt für eine museale Nutzung der Anlage in Auftrag, das im Juli 2007 der Öffentlichkeit vorgestellt wurde. Die Kosten für die Umsetzung des Projektes, einschließlich der aufgrund der geologischen Gegebenheiten für erforderlich gehaltenen umfangreichen Sicherungsmaßnahmen, waren auf ca. 900.000 Euro veranschlagt worden. Infolgedessen beauftragte man ein geologisches Gutachten, mit dem man allein die Kosten für die Sicherungsmaßnahmen spezifiziert werden sollten. Laut dieses im November 2010 überreichten Gutachtens wären für die Sicherung einer nur teilweise für die Öffentlichkeit zugänglichen Anlage um die 650.000 Euro nötig gewesen. Infolgedessen wurde das Projekt einer musealen Nutzung der Ponalesperre eingefroren. Abgesehen von in unregelmäßigen Abständen stattfindenden Führungen und offenen Tagen, bei der die Sperre auch elektrisch beleuchtet wird, ist der kavernierte Bereich der Anlage für die Öffentlichkeit nicht zugänglich.

## Beschreibung
Die Straßensperre Ponale bietet heute ein fast unscheinbares Aussehen. Wenig lässt auf die eigentliche Größe der Anlage schließen, zumal die Zugänge zu den kavernierten Bereichen alle mit Gittertüren versperrt sind. Sie dehnt sich insgesamt auf 5 Ebenen aus, wobei die Stollen insgesamt über einen Kilometer lang sind und einen Höhenunterschied von ca. 120 Höhenmetern überwinden.

### Erste Ebene
Die erste Ebene liegt etwas oberhalb der mittlerweile aufgelassenen und damals noch nicht erbauten Uferstraße, der Gardesana Occidentale. Es handelt sich bei dieser Ebene um einen Batterieblock mit angeschlossenen Versorgungseinrichtungen, der mit Schussrichtung Torbole und anschließendem Ostufer ausgerichtet war. Neben den zwei Artilleriekavernen für 8 cm Schnellfeuerkanonen befindet sich hier auch noch ein Artilleriebeobachtungsstand. Außerdem waren auf dieser Ebene noch ein Kartenleseraum für die Ausrichtung der Geschütze, ein Telephonraum, eine Offiziersunterkunft, eine Unterkunft für die Mannschaften, ein Dienstraum für die Batterie sowie eine Pulverkammer bzw. ein Munitionsraum für die Artilleriegranaten untergebracht. Auf dieser Ebene befindet sich auch der Brunnen mit der eingemeißelten Jahreszahl 1918. Von dieser fast auf Seehöhe gelegenen Ebene führt eine ausbetonierte Treppe mit fast 200 Stufen zur zweiten Ebene 40 m weit hinauf. Neben der Treppe verlief einst ein auf Gleisen laufender Munitionsaufzug, von dem teilweise noch die Bettung zu erkennen ist.

### Zweite Ebene
Die zweite Ebene erstreckt sich auf Höhe der Straßenebene der alten Ponalestraße. Am Ende der von der ersten Ebene hinaufführenden Treppe liegt ein Tor, über das man in den Straßentunnel gelangt. Ein daneben angrenzendes zweites Tor führt in den ehemaligen Küchenraum und in einen Lagerraum. Ein von hier aus beginnender langer Stollen endet an einem Beobachtungsstand in der fast senkrechten Felswand über dem See in dem einst auch ein Scheinwerfer untergebracht war.
Am nördlichen Eingang des Straßentunnels, der ehemaligen Kehrseite, liegt das Wachhaus mit der optischen Signalstation, die auf das auf dem Monte Brione liegende Werk San Alessandro ausgerichtet ist, in dem eine Radiostation untergebracht war. Auf der westlichen Seite des Straßentunnels führt der erste Eingang zur zweiten kavernierten Batterie. In diesem im vorderen Bereich groß angelegten Stollen lagen die Kavernen für die Mannschaftsunterkünfte, für den Festungskommandanten sowie eine Munitionskaverne für die angeschlossene Batterie. Am Ende dieses Stollen lag ein Artilleriebeobachtungsposten sowie zwei weitere Artilleriekavernen für 8-cm-Schnellfeuerkanonen mit Schussrichtung Küstenstreifen Torbole-Riva, wobei eine der beiden Artilleriekavernen mittlerweile zugemauert ist. Am südlichen Tunnelausgang liegt auf der Ostseite der Eingang zum 1911 errichteten kavernierten Maschinengewehrstand, der, wie die etwa 80 m weiter südwestlich gelegene Flankierungsanlage, die Straße bestreichen sollte.
Zur zweiten Ebene gehört auch jener Teil der Anlage, der östlich des Straßentunnels auf einem Bergvorsprung über dem See errichtet wurde. Dieser auch als Forte Teodosio bezeichnete Bereich, da hier einige Münzen aus der Zeit des römischen Kaisers Theodosius I. gefunden wurden, besteht aus einigen Kasematten, einem Artilleriebeochtungsstand mit einer noch vorhandenen Entfernungstafel, einem gedeckten Infanteriestand und einer offenen Geschützbankstellung. Es befinden sich in diesem Bereich auch zwei Gedenksteine, einer erinnert an einen 1917 hier gefallenen Offizier der Festung, der andere an die hier gefundenen römischen Münzen.

### Dritte Ebene
Die dritte Ebene beginnt am südlichen Tunnelausgang an der westlichen Tunnelseite. Hier biegt ein langer Stollen in südlicher Richtung ab, der sich nach etwa 50 m teilt. Der linke Stollen führt steil nach oben wieder an die Oberfläche zurück und endet an der Stelle, an der einst der Motor der Materialseilbahn stand, mit der die 4. und 5. Ebene versorgt wurde.
Der Hauptstollen dagegen setzt sich in südlicher Richtung fort bis zu einem weiteren Abzweig, der linke endet an der Flankierungsanlage bzw. dem Traditor gemeinhin wegen des Außenanstriches auch als Rotes Werk bezeichnet. Dieser Stollen stellte praktisch den bombensicheren Zugang zwischen dem Werk und den Nahkampfanlage dar. Der rechte Abzweig des Hauptstollens geht in einen spiralförmigen Tunnel über, der oberhalb des Traditors im Freien endet. Von hier führt ein teilweise offener und gedeckter Laufgraben zur nächsten Ebene.

### Vierte Ebene
Die vierte Ebene besteht aus einem ca. 300 m langen Stollen, der über zahlreiche Schießscharten verfügt, die oberhalb des nördlichen Tunnelausgangs des vierten Straßentunnels in der Felswand liegen. An der vierten Ebene endete auch die Materialseilbahn, deren Zugangsfenster in den Stollen ebenso zu erkennen ist, wie die Fundamente der Seilbahn.

### Fünfte Ebene
Die fünfte und letzte Ebene der Straßensperre besteht aus einer betonierten Gewehrgalerie, die ca. 20 m über der vierten Ebene liegt. Von hier aus konnte sowohl auf das gegenüberliegende Val Sperone als auch auf den weiteren Verlauf der Ponalestraße gewirkt werden. Aus diesem Gefechtsstand wurden in der Nachkriegszeit die Eisenträger entfernt, so dass die Anlage fast komplett zerstört wurde.

## Bewaffnung
Die Hauptbewaffnung der Anlage bestand 1916 aus vier 8-cm-Schnellfeuerkanonen M 75/96. Diese waren in zwei getrennten Batterieblöcken, einer fast auf Seehöhe in der ersten Ebene und einer ca. 40 Meter weiter oben in der zweiten Ebene auf Höhe der Ponalestraße, als Kavernenbatterien angelegt worden.
Die Schussrichtung dieser Batterien waren auf den Küstenstreifen zwischen Riva und Torbole bzw. auf das anschließende Ostufer und die Seeseite ausgerichtet.
Daneben verfügte die Sperre über zwei Maschinengewehrstände zur Nahverteidigung und drei gepanzerte Gewehrgalerien, einen Scheinwerferstand sowie mehrere Artilleriebeobachtungsposten.

## Bilder

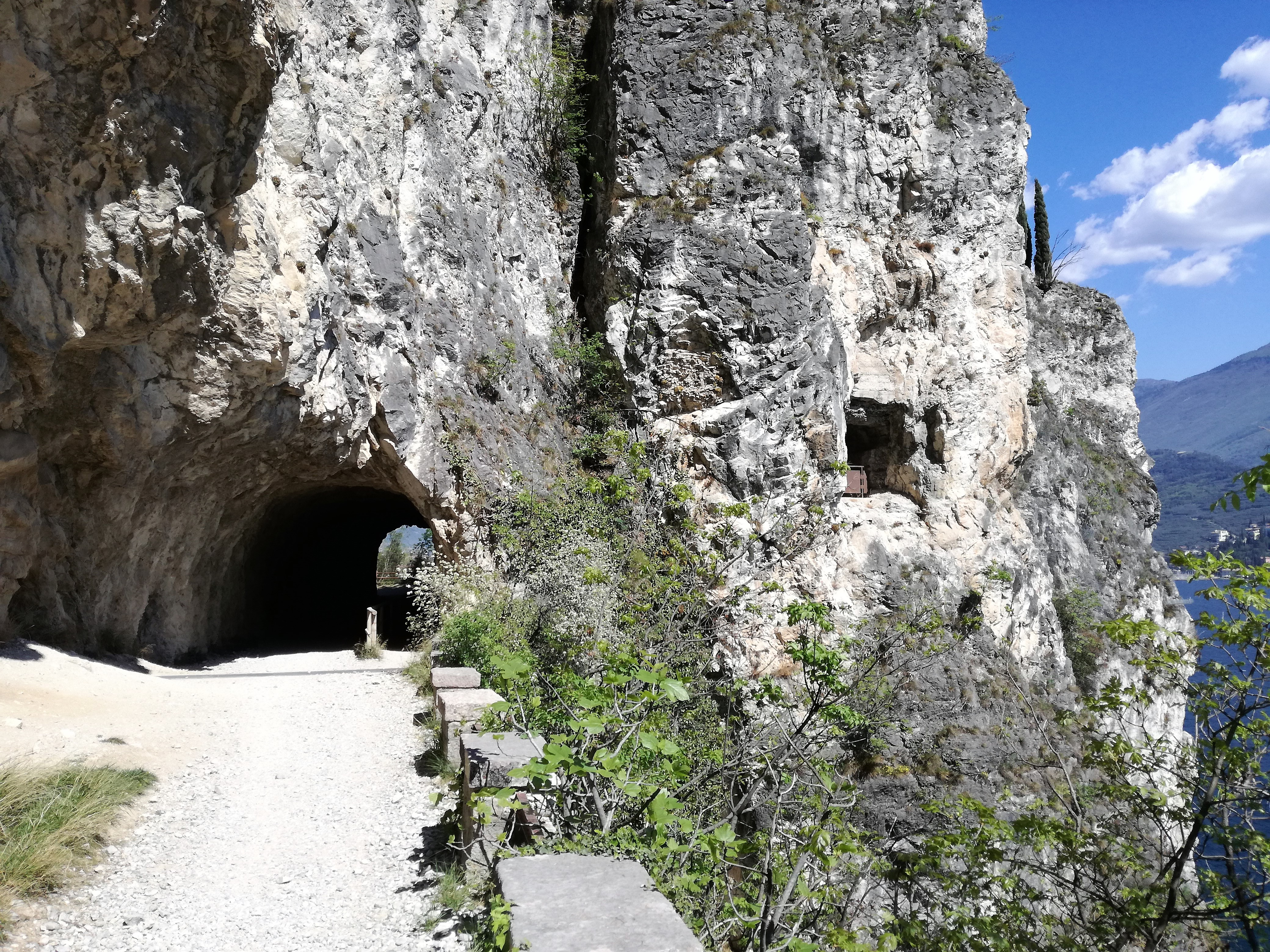
Tunnelausgang Frontseite mit kavernierter Stellung
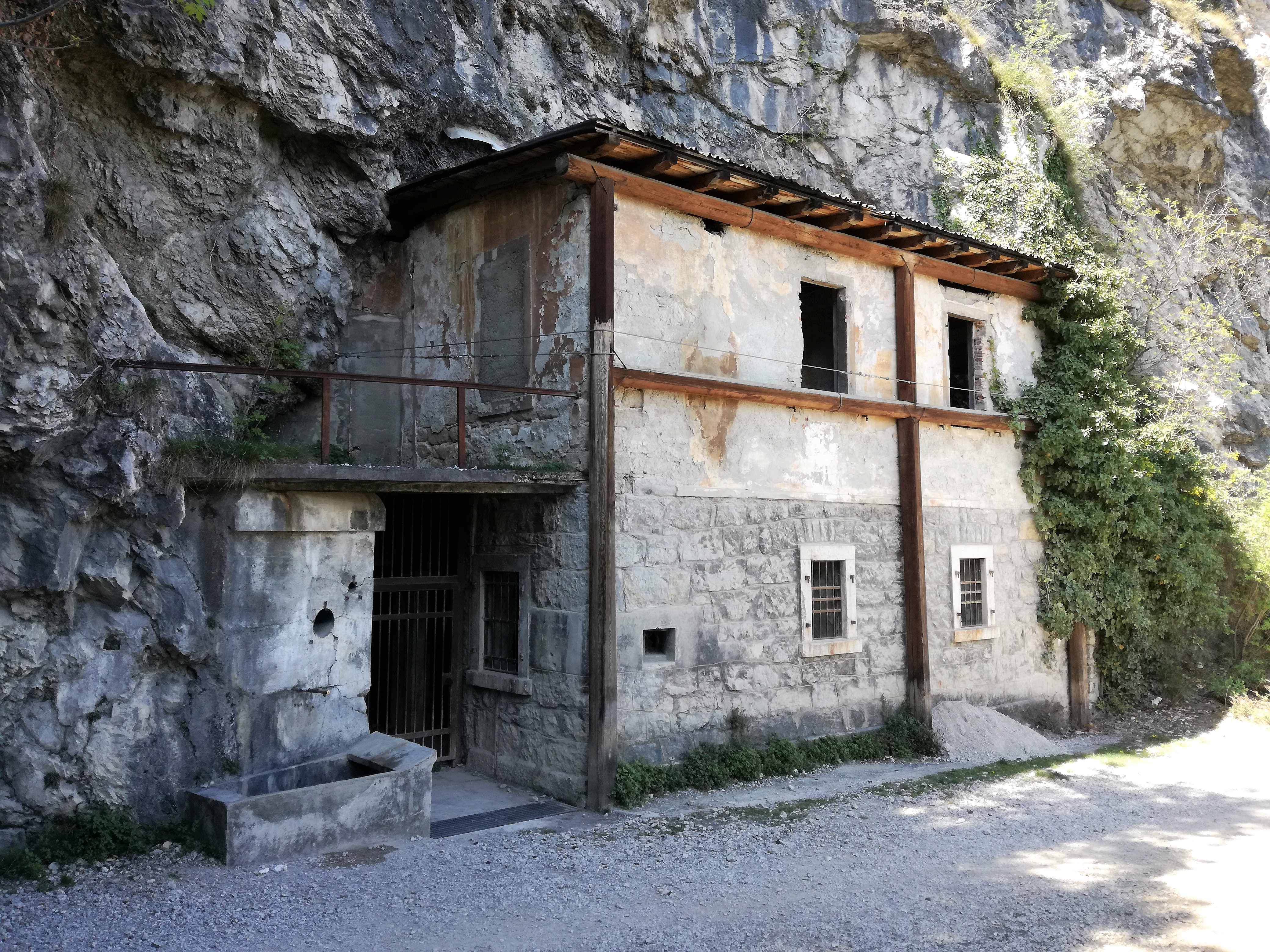
Wachhäuschen an der Kehlseite
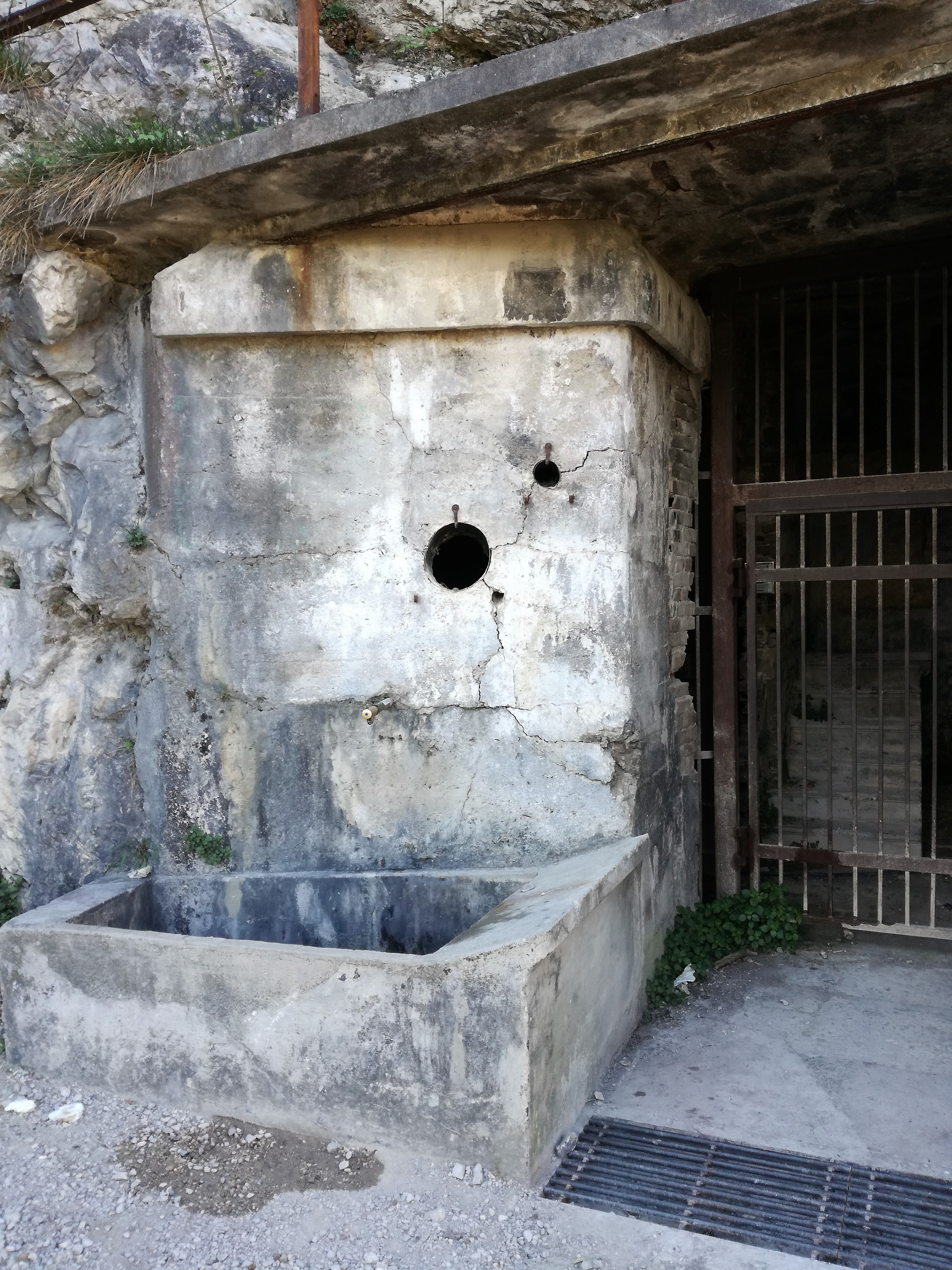
Optische Signalstation am Wachhäuschen
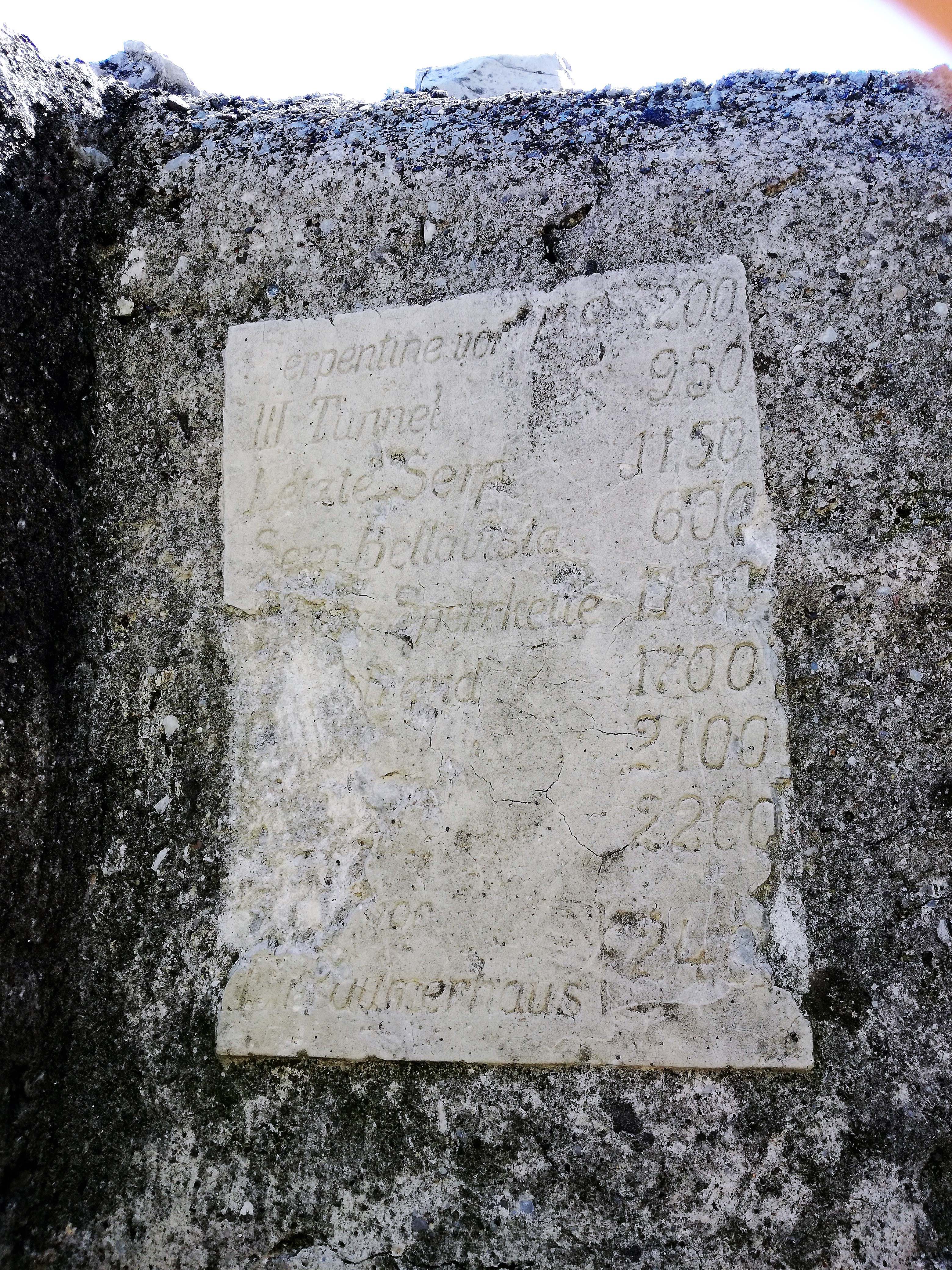
Distanztafel Artilleriebeobachter
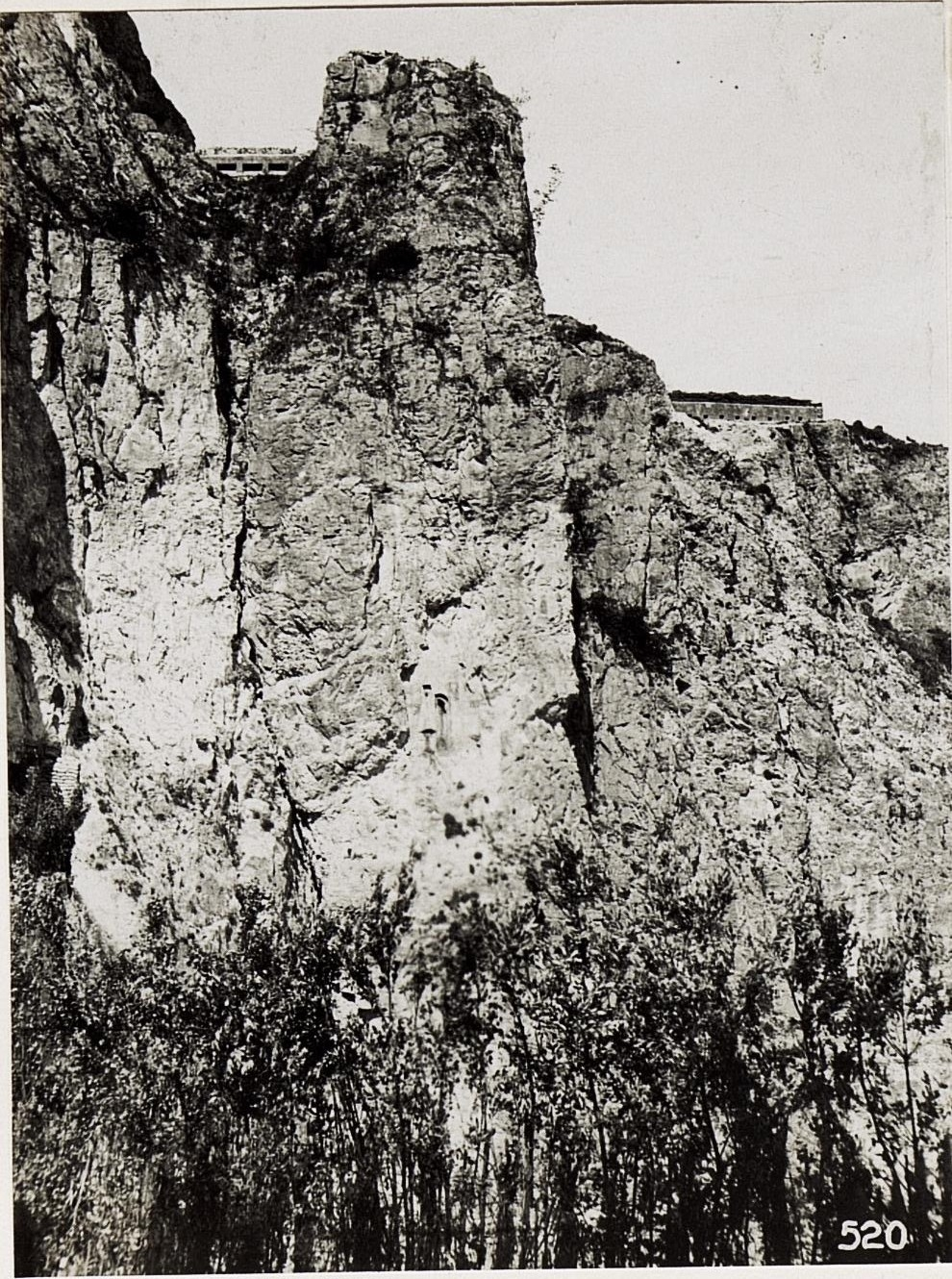
Die vierte und fünfte Ebene in einer Aufnahme aus dem Ersten Weltkrieg